# Gijs Leenaars
Gijs Leenaars (Nijmegen, 1978) is een Nederlands dirigent.

## Levensloop
Leenaars studeerde piano, koordirectie en zang aan het Conservatorium van Amsterdam.
Hij is artistiek leider van het Bachkoor Holland en Capella Frisiae. Leenaars werd met ingang van het seizoen 2012-2013 benoemd tot chef-dirigent van het Groot Omroepkoor. Als orkestdirigent is Leenaars onder meer werkzaam bij het Residentie Orkest, het Rotterdams Philharmonisch Orkest, het Nederlands Symfonie Orkest, het Radio Filharmonisch Orkest en de Radio Kamer Filharmonie. Leenaars leidt het Symfonieorkest Nijmegen en Kamerorkest Pulcinella. Eerder was hij dirigent bij het Nijmeegs Studentenkoor Alphons Diepenbrock en het Utrechtse Kamerkoor Venus.
Vanaf seizoen 2015-2016 is Leenaars aangesteld als chef-dirigent en artistiek leider van het Rundfunkchor Berlin.
- Gemeinsame Normdatei: 1132289130
- International Standard Name Identifier: 0000 0004 0920 6515
- Library of Congress Control Number: no2013062516
- MusicBrainz: 4b5c4e14-c411-480e-80b1-dc1605ce4eb4
- Virtual International Authority File: 302694110
- WorldCat: E39PBJvtdTPHHBXxTQk9MyXKh3